# ザポメラン
ザポメラン（Zapomeran）は、Meiji Seika ファルマが製造販売するCOVID-19ワクチン「コスタイベ」の有効成分である。自己増幅型RNA技術を採用し、従来型mRNAワクチンよりも少ない投与量で効果を発揮する。

## 技術的基盤
米国Arcturus Therapeutics社の技術プラットフォームを基に開発され、以下の要素から構成される
- 5'キャップ構造：mRNAの安定性向上と翻訳効率調整
- レプリカーゼ遺伝子（nsP1-4）：ベネズエラウマ脳炎ウイルス由来
- スパイクタンパク質コード領域：SARS-CoV-2のD614G変異を含む全長配列
- 3'ポリA鎖：約100塩基のアデニン残基で構成

脂質ナノ粒子（LUNAR）に封入されたザポメランは細胞内でレプリカーゼを発現し、免疫を誘導する。

## 承認状況
ザポメランを含むコスタイベ筋注用は、2023年11月に日本で承認され、2025年2月にEU全域で販売承認された。

## 名称
ザポメランは、世界保健機関（WHO）によって承認された国際一般名（INN）である。